# Gaikwar
Gaikwar fou el cognom de la nissaga de Baroda. El va iniciar Shrimant Nandaji Rao Gaikwar, comandant maratha de la fortalesa de Bhor que va agafar el nom de Gaikwar (amb diverses variants com Gaekwar, Gaekwad, Gaikowar i altres) derivat de gae = vaca i kavad = porta petita, per haver ajudat a fugir a un ramat de vaques d'un butxi musulmà. Va passar al seu fill Shrimant Keroji Rao Nandaji Rao Gaikwar, i d'aquest als seus sis fills entre els quals Meherban Shrimant Sardar Damaji Rao Keroji Rao (Panji Rao) Gaikwar Shamsher Bahadur (+ 1721) que el va transmetre al seu nebot Pilaji Rao Gaikwar per adopció. Pilaji fou realment l'iniciador de la família.